# 任那
任那（369年－562年）是古代被認為存在於朝鮮半島南端的一个地区或小国的名称，大致位於三韓中的弁辰(弁韓)之地，约在6世纪半被新罗所吞并。過去曾被認為受古代日本（倭）的任那日本府統治，但在2010年第二期韩日历史共同委员会研究报告认为“任那日本府”一说“与事实不符，应停止这一称呼的使用”。此后，这一假说在韩国和日本学术界被彻底否定。

## 金石文
大師諱審希俗姓新金氏其先任那王族草拔聖枝每苦隣兵投於我國遠祖興武大王鼇山稟氣鰈水騰精握文符而出自相庭携武略而高扶王室▨▨終平二敵永安兎郡之人克奉三朝遐撫辰韓之俗
 —  金泰植 ; 李益柱 共編， (譯註)韓國古代 金石文
大師諱審希俗姓新金氏其先任那王族草拔聖枝每苦隣兵投於我國遠祖興武大王鼇山稟氣鰈水騰精握文符而出自相庭携武略而高扶王室▨▨終平二敵永安兎郡之人克奉三朝遐撫辰韓之俗

## 中國史料中的任那

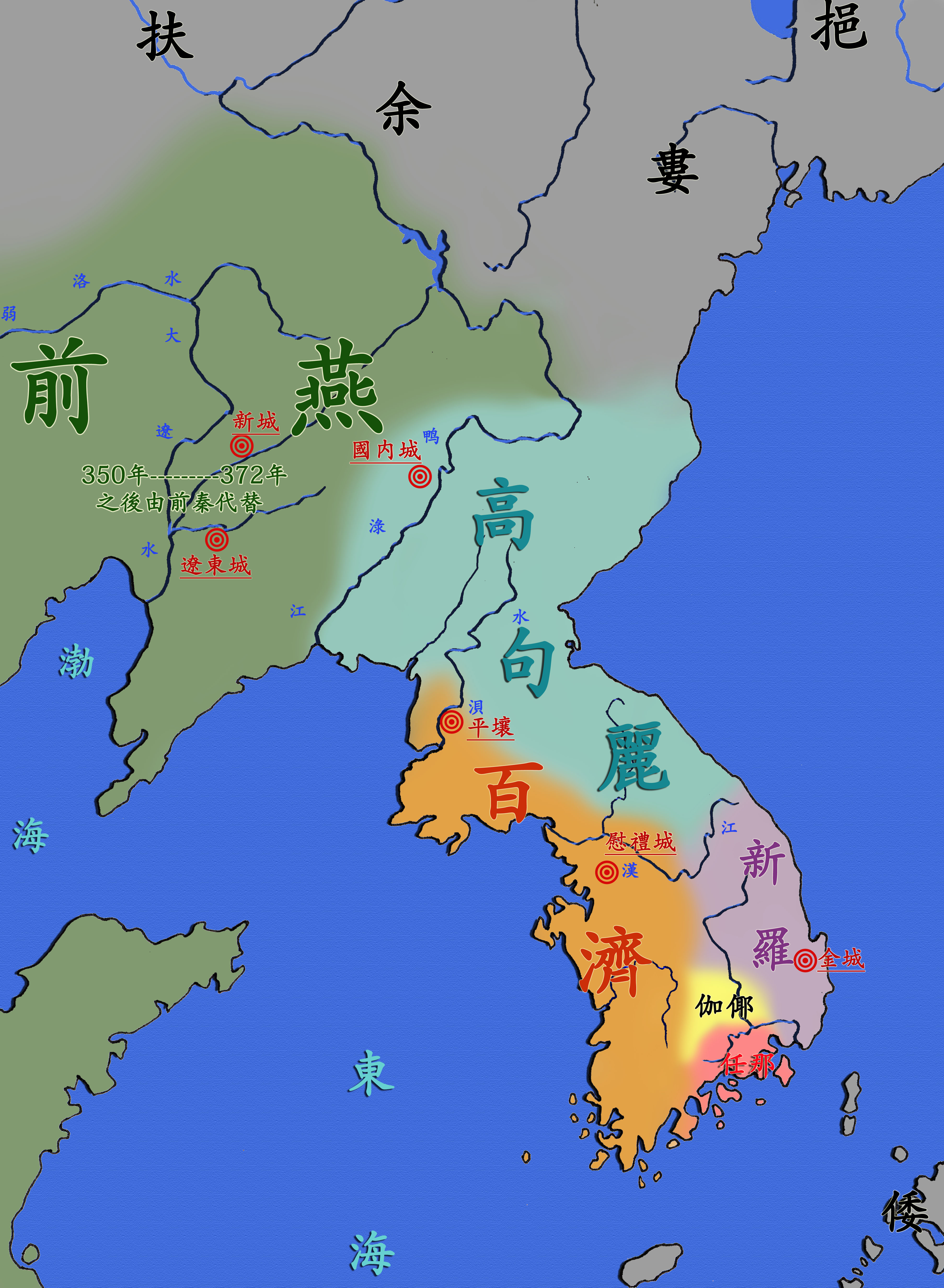
任那在朝鲜半岛南部的位置

（比《日本書紀》〔720年開始記述〕更早出現，被認為記述較可靠。）
- 有一種見解[哪個／哪些？]認為《魏志·東夷傳》弁辰各國條的「彌烏邪馬」即為任那的前身，不過，並未受到普遍的認可。
- 《廣開土王碑》400年條的「任那」被認為是史料中第一次出現。
- 《宋書》，「弁辰」消失，438年條中出現「任那」，在451年條「任那，加羅」這兩個國家並列，此後就一直沿襲。[7]《南齊書》也沿襲宋書同時記載兩國的方式。[8]
- 《梁書》，改變了同時記載「任那，伽羅」的方式。[9]
- 記載525年前後狀況的《梁職貢圖》中的百濟條，列舉百濟南方的諸小國，不過已經沒有任那的記載。
- 《翰苑》（著于660年）新羅條中出現「任那」，其注解（寫于649－683年）寫道「根據新羅的故老的傳説，加羅和任那被新羅毀滅了，不過其故地，新羅國都的南700～800里的地點，依然存在於記載中。」。《通典》（著于801年），《太平御覽》（著于983年），《冊府元龜》（著于1013年）的記述大體上相同。

從這些中國史料中的「任那」可以總結出：
- 三國時代（220－280年）該地是在「弁辰」。[6]
- 在南朝宋（420－479年）時該國已經成立。[7]
- 450年左右，加羅從任那分立出來。[9]
- 任那，很有可能是在梁代（502年－557年），尤其是525年以前被新羅所滅。[10][11]
- 有關任那故地的記載到唐的高宗（649年－683年）時代仍殘留著。[12]

## 朝鮮史料中的任那
- 《鳳林寺真鏡大師寶月凌空塔碑文》（著于924年）中出現「任那」。
- 《三國史記》（著于1145年）的《本紀》無記載，《傳》僅僅提及一次。

## 日本史料中的任那
- 《肥前風土記》（著於713年）松浦郡條中出現「任那」。
- 《日本書紀》（著於720年）崇神天皇條～天武天皇條「任那」大量登場。[13][14][15]
- 《新撰姓氏錄》（著於815年）中出現「任那」，「彌麻那」，「三間名」。

## 當時的東亞形勢
曹魏之後的西晉於290年發生八王之亂，之後五胡亂華，慕容氏漸強，進入遼東和遼西，樂浪、帶方兩郡隨之幾乎斷掉跟中原的陸路的聯絡。313年，高句麗、樂浪郡、帶方郡相繼滅亡；346年，前燕的慕容氏一度滅亡高句麗，357年，前燕進入中原，高句麗再起，這時候的朝鮮半島南部的政治壓力關係與形勢變化可說十分複雜。

## 推論任那滅亡之經過
- 《日本書紀》512年條記載向百濟割讓「任那四縣」(換取百濟一位五經博士)。
- 《梁職貢圖》對於（525年左右成立）已經沒有「任那」的記載。

綜合這些紀錄，「任那」有可能是在512年到525年之間滅亡的。之後《日本書紀》中曾記載「任那復興」的事，對此也是旁證。
然而，又有以下記述。
- 《日本書紀》的欽明天皇條中，作為560年也如任那的滅亡年562年。
- 《三國遺事》，弁韓各國裡面，新綾羅最鄰接的伽耶的滅亡時間記作為532年。

從這些的記述，在任那四縣割讓後的殘留的任那的實際的滅亡年難以推測。再者，一般的文本把562年作為滅亡年。
再者，根據一般的說法「任那四縣」被認爲相當於現在的全羅南道。「加羅」相當於現在的慶尚道，跟隨所謂「任那」和「加羅」與同樣地區的別號難說的可能性高。然而，根據任那四縣割讓後的殘留的任那，是加羅國（Kara）、安羅國（Ara）、斯二岐國（Shiniki）、多羅國（Tara）、率麻國（Sotsuma）、古嵯國（Kosa）、子他國（Kota）、散半下國（Sanhange）、乞飡國（Kotsusan）、稔禮國（Nimure）十國總稱這樣的記述，加羅是任那的一地方政權的可能性極為高。